# FA Cup 1998/99
Der FA Cup 1998/99 war die 118. Austragung des weltweit ältesten Fußballpokalturniers; The Football Association Challenge Cup, oder kurz FA Cup. Der Pokalwettbewerb endete mit dem Finale im Wembley-Stadion am 22. Mai 1999. Der Sieger dieser Austragung war Manchester United.

## Kalender
| Runde                              | Datum              |
| ---------------------------------- | ------------------ |
| Vorrunde                           | 5. September 1998  |
| Erste Qualifikationsrunde          | 19. September 1998 |
| Zweite Qualifikationsrunde         | 3. Oktober 1998    |
| Dritte Qualifikationsrunde         | 17. Oktober 1998   |
| Vierte Qualifikationsrunde         | 31. Oktober 1998   |
| Erste Hauptrunde                   | 14. November 1998  |
| Zweite Hauptrunde                  | 5. Dezember 1998   |
| Dritte Hauptrunde                  | 2. Januar 1999     |
| Vierte Hauptrunde                  | 23. Januar 1999    |
| Fünfte Hauptrunde                  | 13. Februar 1999   |
| Sechste Hauptrunde (Viertelfinale) | 6. März 1999       |
| Halbfinale                         | 11. April 1999     |
| Finale                             | 22. Mai 1999       |

## Modus
Kompletter Überblick bei: FA Cup
Der FA Cup wird in Runden ausgespielt. Teilnehmen kann jede Mannschaft, die ein bestimmtes Leistungsniveau hat und ein angemessenes Spielfeld besitzt. Gespielt wird i. d. R. nur mit einem Hinspiel. Bei unentschieden findet ein Rückspiel statt. Endet das Rückspiel ebenfalls unentschieden geht das Spiel in Verlängerung bzw. Elfmeterschießen. Jeder Sieger erhält eine Prämie aus den Fernsehgeldern, die nach Runde gestaffelt ist.

## Hauptrunde

### Erste Hauptrunde
Die Spiele wurden zwischen dem 13. und 17. November 1998 ausgetragen. Die Wiederholungsspiele fanden vom 23. November bis zum 1. Dezember 1998 statt.
|                     | Ergebnis |                        |
| ------------------- | -------- | ---------------------- |
| FC Enfield          | 2:2      | York City              |
| FC Darlington       | 3:2      | FC Burnley             |
| Bedlington Terriers | 4:1      | Colchester United      |
| Preston North End   | 3:0      | Ford United            |
| Yeovil Town         | 2:2      | West Auckland Town     |
| FC Reading          | 0:1      | Stoke City             |
| FC Walsall          | 1:0      | Gresley Rovers         |
| FC Woking           | 0:1      | Scunthorpe United      |
| FC Boreham Wood     | 2:3      | Luton Town             |
| Macclesfield Town   | 2:2      | Slough Town            |
| FC Scarborough      | 1:1      | AFC Rochdale           |
| FC Wrexham          | 1:0      | Peterborough United    |
| Hednesford Town     | 3:1      | FC Barnet              |
| Wycombe Wanderers   | 1:0      | FC Chesterfield        |
| Manchester City     | 3:0      | Halifax Town           |
| FC Fulham           | 1:1      | FC Leigh RMI           |
| FC Brentford        | 5:0      | Camberley Town         |
| Bristol Rovers      | 3:0      | Welling United         |
| Northampton Town    | 2:1      | Lancaster City         |
| Plymouth Argyle     | 0:0      | Kidderminster Harriers |
| Oldham Athletic     | 2:0      | FC Gillingham          |
| Worcester City      | 0:1      | Torquay United         |
| Southend United     | 0:1      | Doncaster Rovers       |
| Macclesfield Town   | 2:1      | FC Hayes               |
| Cardiff City        | 6:0      | Chester City           |
| Cheltenham Town     | 0:1      | Lincoln City           |
| FC Kingstonian      | 1:0      | Burton Albion          |
| Dulwich Hamlet      | 0:1      | FC Southport           |
| FC Runcorn          | 1:1      | Stevenage Borough      |
| Wigan Athletic      | 4:3      | FC Blackpool           |
| FC Tamworth         | 2:2      | Exeter City            |
| Leyton Orient       | 4:2      | Brighton & Hove Albion |
| FC Hendon           | 0:0      | Notts County           |
| Basingstoke Town    | 1:2      | AFC Bournemouth        |
| Telford United      | 0:2      | Cambridge United       |
| Swansea City        | 3:0      | FC Millwall            |
| FC Emley            | 1:1      | Rotherham United       |
| Hartlepool United   | 2:1      | Carlisle United        |
| Rushden & Diamonds  | 1:0      | Shrewsbury Town        |
| FC Salisbury City   | 0:2      | Hull City              |

Wiederholungsspiele
|                        | Ergebnis        |                   |
| ---------------------- | --------------- | ----------------- |
| York City              | 2:1             | FC Enfield        |
| West Auckland Town     | 1:1 (3:5 i. E.) | Yeovil Town       |
| Slough Town            | 1:1 (8:9 i. E.) | Macclesfield Town |
| AFC Rochdale           | 2:0             | FC Scarborough    |
| FC Leigh RMI           | 0:2             | FC Fulham         |
| Kidderminster Harriers | 0:0 (4:5 i. E.) | Plymouth Argyle   |
| Stevenage Borough      | 2:0             | FC Runcorn        |
| Exeter City            | 4:1             | FC Tamworth       |
| Notts County           | 3:0             | FC Hendon         |
| Rotherham United       | 3:1             | FC Emley          |

### Zweite Hauptrunde
Die Spiele wurden zwischen dem 4. und 6. Dezember 1998 ausgetragen. Die Wiederholungsspiele folgten am 15. Dezember des Jahres.
|                   | Ergebnis |                     |
| ----------------- | -------- | ------------------- |
| FC Darlington     | 1:1      | Manchester City     |
| Preston North End | 2:0      | FC Walsall          |
| AFC Rochdale      | 0:0      | Rotherham United    |
| Yeovil Town       | 2:0      | Northampton Town    |
| Notts County      | 1:1      | Wigan Athletic      |
| Macclesfield Town | 4:1      | Cambridge United    |
| Lincoln City      | 4:1      | Stevenage Borough   |
| Luton Town        | 1:2      | Hull City           |
| Doncaster Rovers  | 0:0      | Rushden & Diamonds  |
| FC Wrexham        | 2:1      | York City           |
| Wycombe Wanderers | 1:1      | Plymouth Argyle     |
| FC Fulham         | 4:2      | Hartlepool United   |
| Oldham Athletic   | 1:1      | FC Brentford        |
| Exeter City       | 2:2      | Bristol Rovers      |
| Scunthorpe United | 2:0      | Bedlington Terriers |
| Mansfield Town    | 1:2      | FC Southport        |
| Cardiff City      | 3:1      | Hednesford Town     |
| FC Kingstonian    | 0:0      | Leyton Orient       |
| Torquay United    | 0:1      | AFC Bournemouth     |
| Swansea City      | 1:0      | Stoke City          |

Wiederholungsspiele
|                    | Ergebnis        |                   |
| ------------------ | --------------- | ----------------- |
| Manchester City    | 1:0             | FC Darlington     |
| Wigan Athletic     | 0:0 (2:4 i. E.) | Notts County      |
| Rotherham United   | 4:0             | AFC Rochdale      |
| Rushden & Diamonds | 4:2             | Doncaster Rovers  |
| Plymouth Argyle    | 3:2             | Wycombe Wanderers |
| FC Brentford       | 2:2 (2:4 i. E.) | Oldham Athletic   |
| Bristol Rovers     | 5:0             | Exeter City       |
| Leyton Orient      | 2:1             | FC Kingstonian    |

### Dritte Hauptrunde
Die Spiele wurden am 2. bis 4. Januar 1999 absolviert. Nötige Wiederholungsspiele wurden für den 12. bis 23. Januar 1999 angesetzt.
|                     | Ergebnis |                         |
| ------------------- | -------- | ----------------------- |
| AFC Bournemouth     | 1:0      | West Bromwich Albion    |
| Bristol City        | 0:2      | FC Everton              |
| FC Bury             | 0:3      | Stockport County        |
| Preston North End   | 2:4      | FC Arsenal              |
| FC Southampton      | 1:1      | FC Fulham               |
| Leicester City      | 4:2      | Birmingham City         |
| Nottingham Forest   | 0:1      | FC Portsmouth           |
| Blackburn Rovers    | 2:0      | Charlton Athletic       |
| Aston Villa         | 3:0      | Hull City               |
| Sheffield Wednesday | 4:1      | Norwich City            |
| Bolton Wanderers    | 1:2      | Wolverhampton Wanderers |
| Crewe Alexandra     | 1:3      | Oxford United           |
| Lincoln City        | 0:1      | AFC Sunderland          |
| Swindon Town        | 0:0      | FC Barnsley             |
| FC Wrexham          | 4:3      | Scunthorpe United       |
| Sheffield United    | 1:1      | Notts County            |
| Tranmere Rovers     | 0:1      | Ipswich Town            |
| Newcastle United    | 2:1      | Crystal Palace          |
| Tottenham Hotspur   | 5:2      | FC Watford              |
| Queens Park Rangers | 0:1      | Huddersfield Town       |
| Coventry City       | 7:0      | Macclesfield Town       |
| West Ham United     | 1:1      | Swansea City            |
| Manchester United   | 3:1      | FC Middlesbrough        |
| Plymouth Argyle     | 0:3      | Derby County            |
| Bradford City       | 2:1      | Grimsby Town            |
| Oldham Athletic     | 0:2      | FC Chelsea              |
| FC Wimbledon        | 1:0      | Manchester City         |
| Cardiff City        | 1:1      | Yeovil Town             |
| Port Vale           | 0:3      | FC Liverpool            |
| FC Southport        | 0:2      | Leyton Orient           |
| Rotherham United    | 0:1      | Bristol Rovers          |
| Rushden & Diamonds  | 0:0      | Leeds United            |

Wiederholungsspiele
|              | Ergebnis |                    |
| ------------ | -------- | ------------------ |
| FC Fulham    | 1:0      | FC Southampton     |
| FC Barnsley  | 3:1      | Swindon Town       |
| Notts County | 3:4      | Sheffield United   |
| Swansea City | 1:0      | West Ham United    |
| Yeovil Town  | 1:2      | Cardiff City       |
| Leeds United | 3:1      | Rushden & Diamonds |

### Vierte Hauptrunde
Die Spiele fanden am 23. und 27. Januar 1999 statt. Die erforderlichen Wiederholungsspiele wurden am 2. und 3. Februar ausgetragen.
|                         | Ergebnis |                   |
| ----------------------- | -------- | ----------------- |
| Leicester City          | 0:3      | Coventry City     |
| Blackburn Rovers        | 1:0      | AFC Sunderland    |
| Aston Villa             | 0:2      | FC Fulham         |
| Sheffield Wednesday     | 2:0      | Stockport County  |
| Wolverhampton Wanderers | 1:2      | FC Arsenal        |
| FC Everton              | 1:0      | Ipswich Town      |
| FC Wrexham              | 1:1      | Huddersfield Town |
| Sheffield United        | 4:1      | Cardiff City      |
| Newcastle United        | 3:0      | Bradford City     |
| FC Barnsley             | 3:1      | AFC Bournemouth   |
| Bristol Rovers          | 3:0      | Leyton Orient     |
| FC Portsmouth           | 1:5      | Leeds United      |
| Manchester United       | 2:1      | FC Liverpool      |
| FC Wimbledon            | 1:1      | Tottenham Hotspur |
| Oxford United           | 1:1      | FC Chelsea        |
| Swansea City            | 0:1      | Derby County      |

Wiederholungsspiele
|                   | Ergebnis |               |
| ----------------- | -------- | ------------- |
| Huddersfield Town | 2:1      | FC Wrexham    |
| Tottenham Hotspur | 3:0      | FC Wimbledon  |
| FC Chelsea        | 4:2      | Oxford United |

### Fünfte Hauptrunde
Die Begegnungen wurden am 13. und 14. Februar 1999 ausgetragen. Die Wiederholungsspiele fanden am 23. und 24. Februar statt.
|                     | Ergebnis |                   |
| ------------------- | -------- | ----------------- |
| Sheffield Wednesday | 0:1      | FC Chelsea        |
| FC Everton          | 2:1      | Coventry City     |
| Newcastle United    | 0:0      | Blackburn Rovers  |
| FC Barnsley         | 4:1      | Bristol Rovers    |
| Manchester United   | 1:0      | FC Fulham         |
| Huddersfield Town   | 2:2      | Derby County      |
| FC Arsenal          | 2:1      | Sheffield United  |
| Leeds United        | 1:1      | Tottenham Hotspur |

Wiederholungsspiele
|                   | Ergebnis |                   |
| ----------------- | -------- | ----------------- |
| Blackburn Rovers  | 0:1      | Newcastle United  |
| Derby County      | 3:1      | Huddersfield Town |
| FC Arsenal        | [1]2:1   | Sheffield United  |
| Tottenham Hotspur | 2:0      | Leeds United      |

## Sechste Hauptrunde
Die Spiele fanden am 6. bis 16. März 1999 statt. Das Wiederholungsspiel wurde für den 10. März angesetzt.
|                   | Ergebnis |                   | Zuschauer |
| ----------------- | -------- | ----------------- | --------- |
| FC Arsenal        | 1:0      | Derby County      | 38.046    |
| Newcastle United  | 4:1      | FC Everton        | 36.504    |
| Manchester United | 0:0      | FC Chelsea        | 54.587    |
| FC Barnsley       | 0:1      | Tottenham Hotspur | 18.793    |

Wiederholungsspiel
|            | Ergebnis |                   | Zuschauer |
| ---------- | -------- | ----------------- | --------- |
| FC Chelsea | 0:2      | Manchester United | 33.075    |

## Halbfinale
Die Spiele wurden am 11. April 1999 ausgetragen. Das Wiederholungsspiel folgte am 14. April. Als Austragungsort diente der Villa Park in Birmingham für das Spiel Arsenal gegen Manchester. Newcastle und Tottenham trafen im Old Trafford in Manchester aufeinander.
|                  | Ergebnis  |                   | Zuschauer |
| ---------------- | --------- | ----------------- | --------- |
| FC Arsenal       | 0:0 n. V. | Manchester United | 39.217    |
| Newcastle United | 2:0 n. V. | Tottenham Hotspur | 53.609    |

Wiederholungsspiel
|                   | Ergebnis  |            | Zuschauer |
| ----------------- | --------- | ---------- | --------- |
| Manchester United | 2:1 n. V. | FC Arsenal | 30.223    |

## Finale
| Manchester United                                              | Manchester United | Newcastle United | Newcastle United | Aufstellung                                          |
| -------------------------------------------------------------- | --- | --- | ---------------- | ---------------------------------------------------- |
| Manchester United                                              | \| Samstag, 22. Mai 1999 um 15:00 Uhr in London (Wembley-Stadion) \| \| Ergebnis: 2:0 (1:0) \| \| Zuschauer: 79.101 \| \| Schiedsrichter: Peter Jones \| \| Spielbericht \|                                                                         | \| Samstag, 22. Mai 1999 um 15:00 Uhr in London (Wembley-Stadion) \| \| Ergebnis: 2:0 (1:0) \| \| Zuschauer: 79.101 \| \| Schiedsrichter: Peter Jones \| \| Spielbericht \|                                                                         | Newcastle United | Aufstellung Manchester United gegen Newcastle United |
| Manchester United                                              | Peter Schmeichel – Gary Neville, Ronny Johnsen, David May, Phil Neville – David Beckham, Paul Scholes (78. Jaap Stam), Roy Keane (9. Teddy Sheringham), Ryan Giggs – Andrew Cole (60. Dwight Yorke), Ole Gunnar Solskjær Cheftrainer: Alex Ferguson | Steve Harper – Andy Griffin, Laurent Charvet, Nikos Dabizas, Didier Domi – Rob Lee, Dietmar Hamann (46. Duncan Ferguson), Gary Speed, Nolberto Solano (68. Silvio Marić) – Temur Kezbaia (79. Stephen Glass), Alan Shearer Cheftrainer: Ruud Gullit | Newcastle United | Aufstellung Manchester United gegen Newcastle United |
| Manchester United                                              | 1:0 Teddy Sheringham (11.) 2:0 Paul Scholes (53.) | | Newcastle United | Aufstellung Manchester United gegen Newcastle United |
| Manchester United                                              | Dietmar Hamann | | Newcastle United | Aufstellung Manchester United gegen Newcastle United |
| Samstag, 22. Mai 1999 um 15:00 Uhr in London (Wembley-Stadion) | | |                  |                                                      |
| Ergebnis: 2:0 (1:0)                                            | | |                  |                                                      |
| Zuschauer: 79.101                                              | | |                  |                                                      |
| Schiedsrichter: Peter Jones                                    | | |                  |                                                      |
| Spielbericht                                                   | | |                  |                                                      |